# Камер-юнкер
Камер-юнкер (від нім. Kammerjunker — кімнатний молодий дворянин) — один з нижчих придворних чинів.
Спочатку камер-юнкером називався дворянин, що обслуговує особу імператора, короля або курфюрста в його кімнатах. Посада камер-юнкера існувала в німецьких державах і в Данії.
У царській Росії відповідно до табелі про ранги камер-юнкер — молодше придворне звання (нижче за камергера). Спочатку відносилося до IX класу, з 1737 — до VI класу, з 1742 — V класу. Після 1809 — молодше придворне звання; з 1836 — для осіб, що мали чин IV—IX класів, а з 1850 — V—VIII класів.
Після 1809 до обов'язків камер-юнкерів та камергерів, як і раніше, входило щоденне, в порядку черговості, чергування при імператрицях і інших членах Імператорської сім'ї, а також особливі чергування при них під час придворних церемоній, балів і в театрах. Вони представляли, наприклад, осіб чоловічої статі, що з'явилися на прийом, окрім послів.
На початок 1915 в Росії налічувалося 394 камер-юнкера.